# جاك إيبس جونيور
جاك إيبس جونيور (بالإنجليزية: Jack Epps, Jr.)‏ هو كاتب سيناريو أمريكي، ولد في 3 نوفمبر 1949 في ديترويت في الولايات المتحدة.

## وصلات خارجية
- جاك إيبس جونيور على موقع IMDb (الإنجليزية)
- جاك إيبس جونيور على موقع ألو سيني (الفرنسية)
- جاك إيبس جونيور على موقع أول موفي (الإنجليزية)
- جاك إيبس جونيور على موقع قاعدة بيانات الأفلام السويدية (السويدية)
- جاك إيبس جونيور على موقع قاعدة بيانات الفيلم (الإنجليزية)
- جاك إيبس جونيور على موقع كينوبويسك (الروسية)